# Франц Кристоф (Фюрстенберг-Мьоскирх)
Франц Христоф фон Фюрстенберг-Мьоскирх (на немски: Franz Christoph zu Fürstenberg-Mößkirch; * 28 юли 1625, Блумберг; † 22 септември 1671, Хюфинген) от род Фюрстенберг, е граф и покняжен ландграф на Фюрстенберг.

## Биография
Той е най-възрастният син на граф Вратислаус II фон Фюрстенберг (* 1600; † 27 май 1642, Нойфра) и първата му съпруга Йохана Елеонора фон Хелфенщайн-Гунделфинген (* 18 октомври 1606; † 28 юли 1629), наследничка на Гунделфинген, Мескирх, Хайинген и Нойфра, дъщеря на Фробен Кристоф фон Хелфенщайн фрайхер цу Гунделфинген (1573 – 1622) и графиня Мария фон Хелфенщайн-Визенщайг (1586 – 1634). Внук е на граф Кристоф II фон Фюрстенберг (1580 – 1614, убит) и фрайин Доротея фон Щернберг (1570 – 1633). Той е правнук по майчина линия на граф Фробен Христоф фон Цимерн-Мьоскирх (1519 – 1566).
Баща му се жени 1636 г. втори път за Франциска Каролина фон Хелфенщайн-Визенщайг († 31 декември 1641), наследничка на една трета от Хелфенщайн-Визенщайг, Вилденщайн и Фалкеншайн, дъщеря на граф Рудолф III фон Хелфенщайн-Визенщайг (1585 – 1627) и Елеонора цу Фюрстенберг-Хайлигенберг (1578 – 1651).
Франц Христоф е брат на нежения граф Фробен Мария фон Фюрстенберг-Мьоскирх (* 24 август 1627; † 7 май 1685, Мескирх), Мария Доротея Евгения (* 29 септември 1623; † 13 юни 1672, омъжена 1644 г. в Аугсбург за Йохан Евсебий Фугер граф фон Кирхберг-Вайсенхорн (* 3 юли 1617; † 11 март 1672), и полубрат на нежения граф Йохан Мартин (Мария) Фердинанд Рудолф фон Фюрстенберг (* 14 май 1640, Нойфра; † 8 септември 1690, Страсбург).
Той умира на 22 септември 1671 г. в Хюфинген. След смъртта му опекунството над децата му води съпругата му Мария Тереза фон Аренберг и брат му Фробен Мария фон Фюрстенберг-Мьоскирх.

## Фамилия
Франц Кристоф се жени на 4 януари 1660 г. в Брюксел за графиня Мария Тереза фон Аренберг (* 22 април 1639, Мадрид; † 18 януари 1705, Мескирх), дъщеря на Филип Карл Франц фон Аренберг дьо Лин (1587 -1640), княз на Аренберг и херцог на Арсхот, и третата му съпруга Мария Клеофа фон Хоенцолерн-Зигмаринген (1599 – 1685). Те имат осем деца:
- Мария Терезия Евгения фон Фюрстенберг (* 1 ноември 1660, Мескирх; † 17 декември 1660, Мескирх)
- Фридрих Кристоф Мария Франц Ойген Йозеф Антон фон Фюрстенберг (* 8 юни 1662, Мескирх; † 18 юли 1684, Буда, днес Будапеща)
- Франц Ернст Кристоф фон Фюрстенберг (* 24/18 юли 1663, Мескирх; † 23 ноември 1665)
- Фробен Фердинанд фон Фюрстенберг (* 6 август 1664; † 4 април 1741), ландграф на Фюрстенберг, 3. княз на Фюрстенберг-Мьоскирх, женен на 5 юни 1690 г. в Йещетен за графиня Мария Терезия Фелицитас фон Зулц (* 12 март 1671; † 26 март 1743, Мескирх)
- Карл Егон Ойген фон Фюрстенберг (* 2 ноември 1665; † 14 октомври 1702, при Фридлинген), граф на Фюрстенберг, генерал-лейтенант на императорската войска, убит битката при Фридлинген, женен 1699 г. във Виена за Мария Франциска Юстина фон Шварценберг (* 17 август 1677; † 8 декември 1731)
- Мария Терезия Йохана Валбурга фон Фюрстенберг (* 17 август 1667; † 21 юни 1721)
- Филип Карл Йозеф Кристоф фон Фюрстенберг (* 15 март 1669; † 14 декември 1718), епископ на Лавант
- Александер Кристоф Йозеф фон Фюрстенберг (*/† 16 май 1670)

## Галерия
- Дворец Мескирх
- Мескирх ок. 1686 – родината на Франц Христоф фон Фюрстенберг
- Горният дворец Хюфинген

## Литераура
- Constantin von Wurzbach: Fürstenberg, das Geschlecht der Grafen, Fürsten und Landgrafen. In: Biographisches Lexikon des Kaiserthums Oesterreich. Wien 1859, S. 14 – 16
- Constantin von Wurzbach: Fürstenberg. In: Biographisches Lexikon des Kaiserthums Oesterreich. 5. Theil. Verlag der typogr.-literar.-artist. Anstalt (L. C. Zamarski & C. Dittmarsch.), Wien 1859, S. 14
- Carl Borromäus Alois Fickler: Geschichte des Hauses und Landes Fürstenberg, Aachen und Leipzig 1832 Band 4, S. 190 – 203
- C.B.A. Fickler: Kurze Geschichte der Häuser Fürstenberg, Geroldseck und von der Leyen, Karlsruhe 1844, S. 23
- Esteban Mauerer: Südwestdeutscher Reichsadel im 17. und 18. Jahrhundert. Geld, Reputation, Karriere: das Haus Fürstenberg. Vandenhoeck & Ruprecht, Göttingen 2001 (Digitalisat)
- Karl Siegfried Bader: Fürstenberg. In: Neue Deutsche Biographie (NDB). Band 5, Duncker & Humblot, Berlin 1961, ISBN 3-428-00186-9, S. 695 f.
- Theatrum Europaeum, Band 21, Frankfurt am Main 1738, S. 50 online[неработеща препратка]
- Detlev Schwennicke, Europaische Stammtafeln, New Series, Vol. I/2, Tafel 270.
- Europaische Stammtafeln, by Wilhelm Karl, Prinz zu Isenburg, Vol. V, Tafel 15.